# Hệ thống Mandala

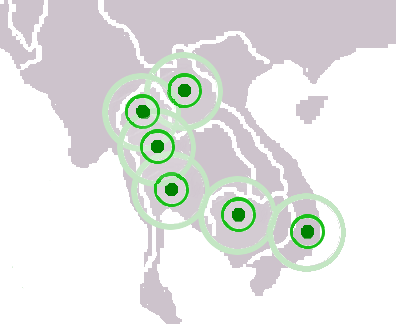
Bản đồ vị trí một số hệ thống Mandala ở Đông Nam Á gồm, theo thứ tự từ trên xuống dưới, Lan Xang, Lan Na, Vương quốc Sukhothai, Vương quốc Ayutthaya, Đế quốc Khmer, Champa.

Hệ thống Mandala có nghĩa là vòng tròn của các vị vua (Hoàn Vương hay Bá vương Hoàn). Mandala là mô hình mô tả một mẫu hình trong đó quyền lực chính trị phân tán tồn tại trong lịch sử Đông Nam Á. Khái niệm này là đối nghịch với khái niệm quyền lực chính trị thống nhất trong lịch sử ở những giai đoạn sau này khi quyền lực chính trị nằm trong tay chính quyền trung ương. Trong lịch sử ban đầu của khu vực Đông Nam Á, quyền lực của địa phương lại quan trọng hơn. Khái niệm được O. W. Wolters đưa ra lần đầu tiên năm 1982. Hệ thống mandala có thể coi là thể chế liên bang, nhưng quyền lực của địa phương quan trọng hơn chính phủ trung ương, tương tự như chế độ phong kiến châu Âu thời Trung Cổ mà các quốc gia tồn tại thông qua các quan hệ chúa tể và chư hầu. So sánh với hệ thống phong kiến châu Âu, hệ thống mandala trao quyền lực nhiều hơn cho các tiểu quốc và nhấn mạnh đến các mối quan hệ cá nhân giữa các vua chúa hơn là quan hệ lãnh thổ.
Khái niệm này xuất phát từ khái niệm mandala trong Ấn Độ giáo.